# Judith van Hel
Judith van Hel (* 18. April 1986 in Wermelskirchen als Judith Dubovy), ist eine deutsche Punkrocksängerin. Sie wurde 2013 durch die Castingshow The Voice of Germany bekannt.

## Biografie
Judith van Hel war schon während der Schulzeit in Schülerbands aktiv und hatte danach mit 19 ihre erste Band Never Say Die. Dieses Duo mit Toto Löhnert veröffentlichte ein Album, bevor es sich 2010 auflöste. Seit 2009 singt sie in der sechsköpfigen Punkrockband Ritaleen. 2012 zog sie nach München.
Im Jahr darauf sang sie für die dritte Staffel der Castingshow The Voice of Germany vor und schaffte es bei den Blind Auditions in das Team von Samu Haber. Die auffällige Sängerin mit der Stoppelfrisur und zahlreichen Tätowierungen kam souverän ins Finale und erreichte in den zwei Liverunden zuvor jeweils das zweitbeste Ergebnis hinter dem Favoriten Andreas Kümmert. Mit ihrem eigenen Finalsong Fucking Beautiful hatte sie allerdings nur die drittbesten Verkaufszahlen hinter Kümmert und Chris Schummert und auch das Zuschauervoting nach den Finalauftritten bestätigte diese Reihenfolge und damit ihren dritten Platz in der Show. Ihre Single kam auf Platz 20 der deutschen Charts.

## Diskografie
Lieder
- Songs aus den The-Voice-Sendungen vom 17. Oktober bis 13. Dezember 2013
  - The Way I Tend to Be (Frank Turner)
  - Wherever You Will Go (The Calling – „Battle“ mit Alex Radloff und Sibell)
  - The First Cut Is the Deepest (Cat Stevens)
  - The Power of Love (Frankie Goes to Hollywood)
  - Chasing Cars (Snow Patrol)
  - Fucking Beautiful (eigener Song)
  - Enjoy the Silence (Depeche Mode – Duett mit Samu Haber)
  - Another Love (Duett mit Tom Odell)